# Parc des Princes
Parc des Princes (pol. Park Książąt) – należący do miasta czterogwiazdkowy stadion sportowy w Paryżu (w XVI dzielnicy) o pojemności 48 527 miejsc siedzących, na którym od lipca 1974 wszystkie swoje mecze domowe rozgrywa Paris Saint-Germain. Jego nazwa pochodzi od dawnego parku, na terenie którego został on zbudowany, oraz nazwy dzielnicy, do której administracyjnie przynależy.

## Historia obiektu
Pierwszy stadion sportowy w miejscu obecnego oficjalnie oddano do użytku 18 lipca 1897. Nosił on nazwę Stade Vélodrome du Parc des Princes (pol. Stadion Kolarski w Parku Książąt) i początkowo służył głównie kolarzom, bowiem murawę boiska okalał 666-metrowy tor kolarski (jego trybuny mieściły ponad 20 000 widzów). 19 lipca 1903 kończył się na nim ostatni etap premierowej edycji Tour de France (po raz ostatni impreza ta gościła na tym torze 23 lipca 1967). 29 lutego 1899 rozegrano tutaj inauguracyjny mecz piłkarski (półfinał amatorskich Mistrzostw Francji federacji USFSA), w którym Le Havre AC pokonał 1:0 Iris Club Lillois, zaś 12 lutego 1905 zadebiutowała na nim futbolowa reprezentacja Francji, pokonując towarzysko Szwajcarię 1:0 (był to jednocześnie jej pierwszy w historii pojedynek przed własną publicznością). 1 stycznia 1906 swój debiut zaliczyła tutaj rugbiarska kadra Francji, ulegając 8:38 Nowej Zelandii. 6 kwietnia 1919 na Parku Książąt odbył się finał Pucharu Francji (drugi w historii), pomiędzy CASG Paris i Olympique de Paris (po dogrywce 3:2). Kolejne przeprowadzano tutaj w latach: 1938, 1940, 1944, 1965–1967 i 1972–1997 (w sumie 32 pojedynki finałowe).
Na początku lat 30. –  z myślą o Mistrzostwach Świata'1938 – obiekt gruntownie zmodernizowano, budując nowe trybuny na 45 000 miejsc, w tym 26 000 siedzących (uroczyste otwarcie nastąpiło 19 kwietnia 1932). Nowy Parc des Princes był stadionem uniwersalnym i w dodatku lepiej położonym niż reprezentacyjny Stade de Colombes, toteż od tego czasu służył dwóm klubom paryskim: Racing Club de France (w latach 1932–1966 i 1984–1990) oraz Stade français (w latach 1945–1966), a tygodniowo rozgrywano na nim po dwa, trzy spotkania. W 1954 odbył się tutaj finał I Mistrzostw Świata w rugby (Francja – Anglia 16:12), zaś 13 czerwca 1956 finał pierwszej edycji Pucharu Europy Mistrzów Krajowych (Stade de Reims - Real Madryt 3:4).
21 stycznia 1969 zaprezentowano projekt kolejnej gruntownej modernizacji obiektu (zajmującego łączną powierzchnię 4,5 ha), którego architektem został Roger Taillibert. Pierwsze prace budowlane rozpoczęto w tym samym roku, a 17 kwietnia 1970 odbył się ostatni mecz na starym Parku Książąt (notabene również ostatni w historii finał amatorskich Mistrzostw Francji), w którym zmierzyły się Pierrots de Strasbourg z Montélimar. 25 maja 1972, meczem olimpijskich reprezentacji Francji i ZSRR oficjalnie oddano do użytku nowy obiekt. Już tydzień później, 4 czerwca 1972 rozegrano na nim spotkanie finałowe Pucharu Francji, pomiędzy Olympique Marsylia – SC Bastia (2:1). Rekordową frekwencję zanotowano tutaj 2 marca 1983 podczas meczu PSG – Waterschei, gdy na trybunach zasiadło 49 575 widzów. 17 listopada 1993 Parc des Princes zasłynął z dramatycznego boju Francja – Bułgaria (1:2) w eliminacjach piłkarskich Mistrzostw Świata'1994. W latach 1995–1997 odbyły się na nim finały trzech pierwszych edycji Pucharu Ligi Francuskiej. W 1998 r. był jedną z aren mundialu rozgrywanego we Francji.
Parc des Princes stanowił arenę zmagań, m.in.:
- letnich Igrzysk Olimpijskich 1900,
- letnich Igrzysk Olimpijskich 1924,
- piłkarskich Mistrzostw Świata 1938,
- piłkarskich Mistrzostw Świata 1998,
- piłkarskich Mistrzostw Europy 1960,
- piłkarskich Mistrzostw Europy 1984,
- finałów Pucharu Europy Mistrzów Krajowych (w: 1956, 1975, 1981),
- finałów Pucharu Europy Zdobywców Pucharów (w: 1978, 1995),
- finału Pucharu UEFA (w 1998),
- finału Superpucharu Europy (w 1997),
- finałów Pucharu Francji (pierwszy w 1919, ostatni w 1997),
- finałów Pucharu Ligi Francuskiej (w: 1995, 1996, 1997),
- ważnych meczów narodowej reprezentacji Francji w piłce nożnej (od 1905 do 1997),
- finału I Mistrzostw Świata w rugby league (w 1954),
- ważnych meczów narodowej reprezentacji Francji w rugby (od 1906 do 1997).

Od 1973 służy on wyłącznie Paris Saint Germain.